# Songbird (Fleetwood-Mac-Lied)

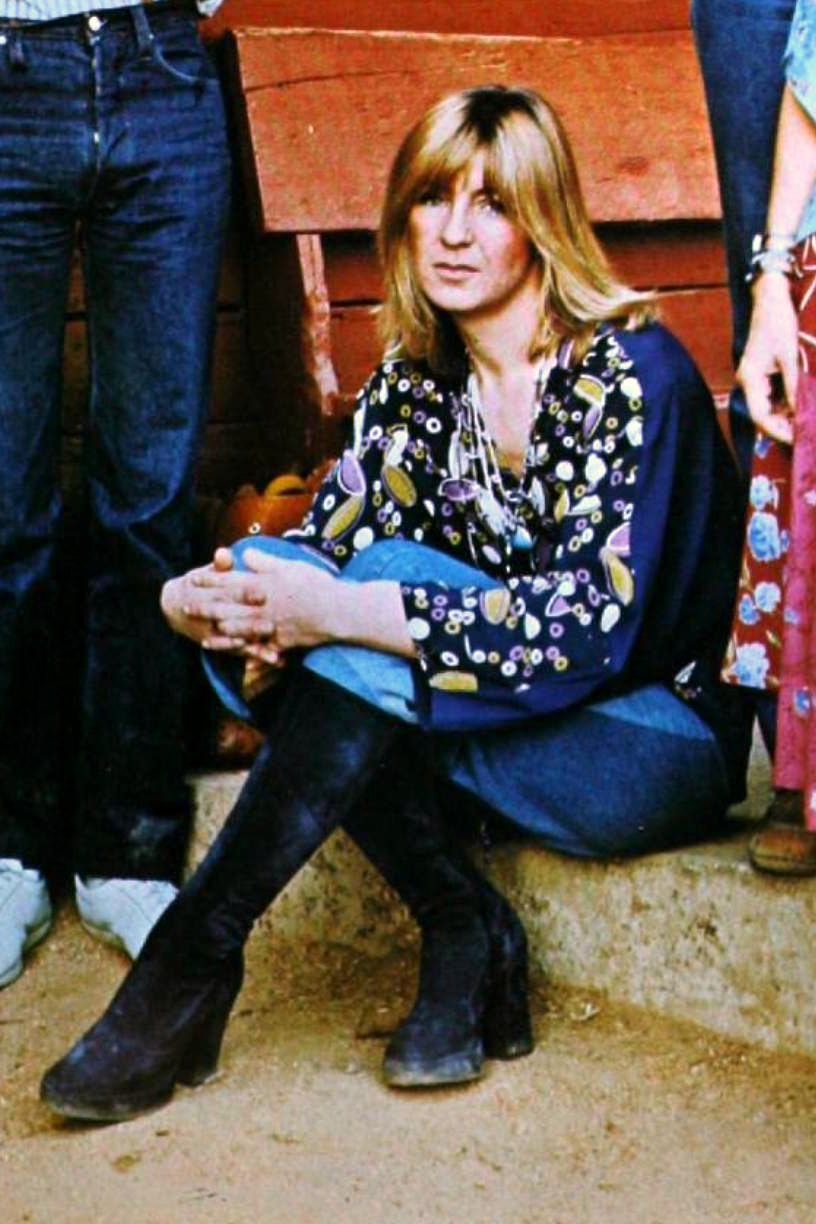
Christine McVie (1977)

Songbird ist ein Lied von Fleetwood Mac, das 1977 auf dem Album Rumours veröffentlicht wurde. Es erschien auch als B-Seite der Single Dreams. Es ist eines von vier Liedern auf dem Album, die von Christine McVie geschrieben wurden. McVie sang den Song oft am Ende von Fleetwood-Mac-Konzerten.

## Hintergrund
Der Song fiel Christine McVie ein, als die Band eine Aufnahmesession in der Sausalito Record Plant beendete. McVie sagte zur Entstehung:

„Aus einem seltsamen Grund schrieb ich Songbird in einer halben Stunde. Ich habe nie herausgefunden, wie ich das gemacht habe. Ich wachte mitten in der Nacht auf und das Lied war da in meinem Kopf, Akkorde, Texte, Melodien, alles. Ich spielte es in meinem Schlafzimmer und hatte nichts, um es aufzunehmen. Also musste ich die ganze Nacht wach bleiben, damit ich es nicht zu vergessen, und ich kam am nächsten Morgen ins Studio und ließ es von Ken Callait auf eine 2-Spur-Aufnahme bringen. So ist der Song dann entstanden. Ich weiß nicht, woher das kam. Ich wünschte, das würde öfter passieren, aber das ist nicht der Fall.“

Der Produzent Ken Caillat war von dem Stück begeistert und schlug ihr vor, es allein im Konzertstil aufzunehmen. Die Band buchte das Zellerbach-Auditorium für den 3. März 1976. Um ein angemessenes Ambiente zu schaffen, bestellte Caillat einen Blumenstrauß, den er auf McVies Klavier platzierte. Er bat dann um drei Scheinwerfer, die die Blumen von oben beleuchten sollten. Als McVie im Auditorium ankam, wurde die Saalbeleuchtung gedimmt, so dass ihre Aufmerksamkeit auf die beleuchteten Blumen auf dem Klavier gelenkt wurde.
Für die Aufnahmesession wurden 15 Mikrofone im Saal verteilt, um die Performance einzufangen. Die Aufnahmesession zog sich bis zum nächsten Morgen hin, da es schwierig war, den Song live in einem Take aufzunehmen. Lindsey Buckingham spielte im Hintergrund eine akustische Gitarre, um das Tempo zu halten.

## Besetzung
- Christine McVie – Klavier, Gesang
- Lindsey Buckingham – akustische Gitarre

## Coverversionen
Rita Coolidge coverte Songbird auf ihrem 1978er Album Love Me Again.
Eva Cassidys Version wurde 1998 auf ihrem posthumen Kompilationsalbum ebenfalls mit dem Namen Songbird veröffentlicht. Obwohl das Album zwei Jahre nach ihrem Krebstod veröffentlicht wurde, erreichte es 2001 Platz 1 in Großbritannien. Songbird erreichte im September 2009 Platz 56 der britischen Charts, nachdem Shanna Goodhead den Song bei The X Factor spielte.
Willie Nelson coverte Songbird 2006 auf seinem Album Songbird und machte es so zum zweiten Album, das nach dem Song benannt wurde.